# Karl Albrecht von Ritter

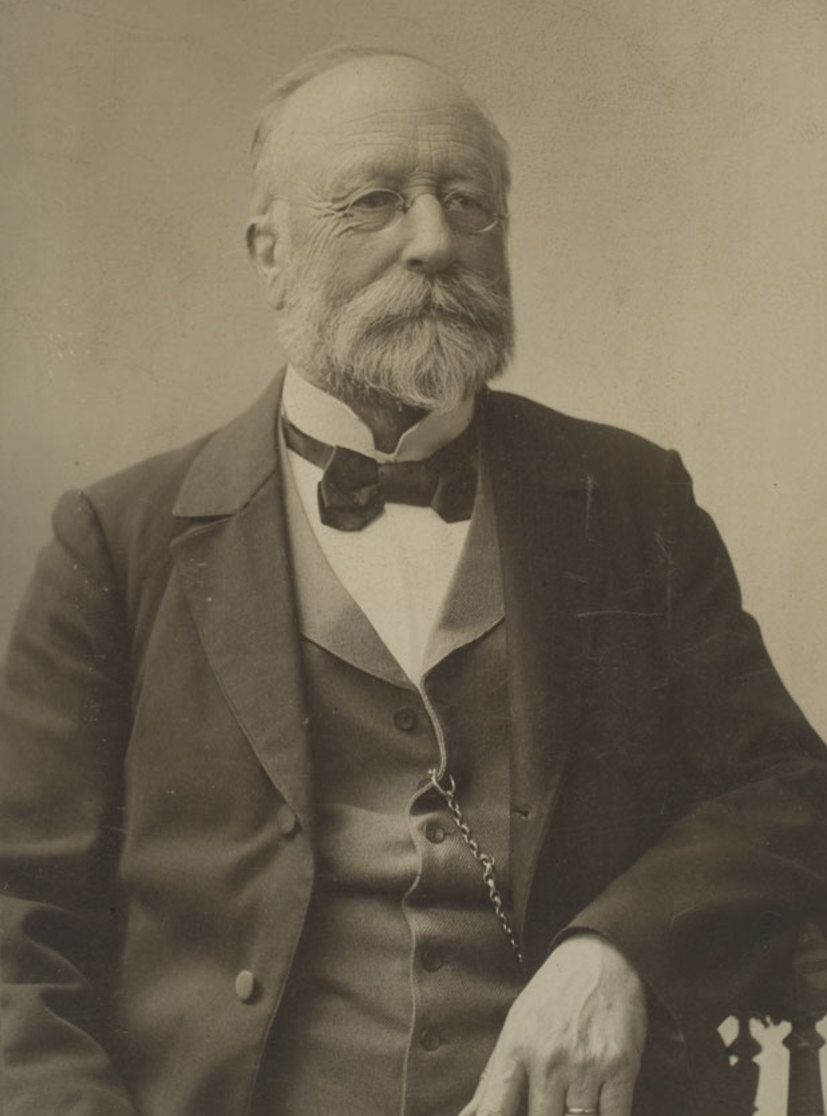
Karl Albrecht von Ritter

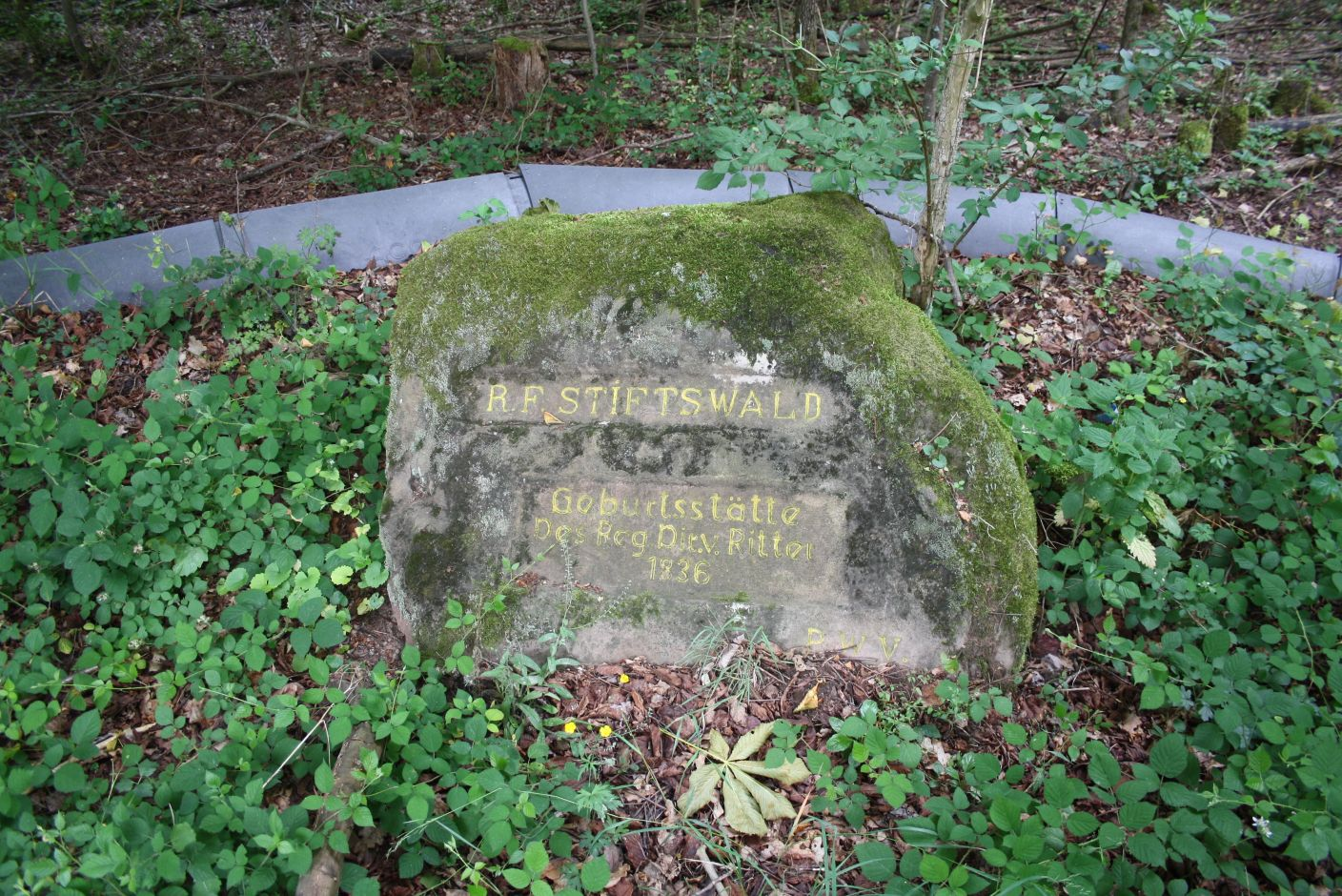
Ritterstein am ehem. Forsthaus Stiftswald; Ritters Geburtsort

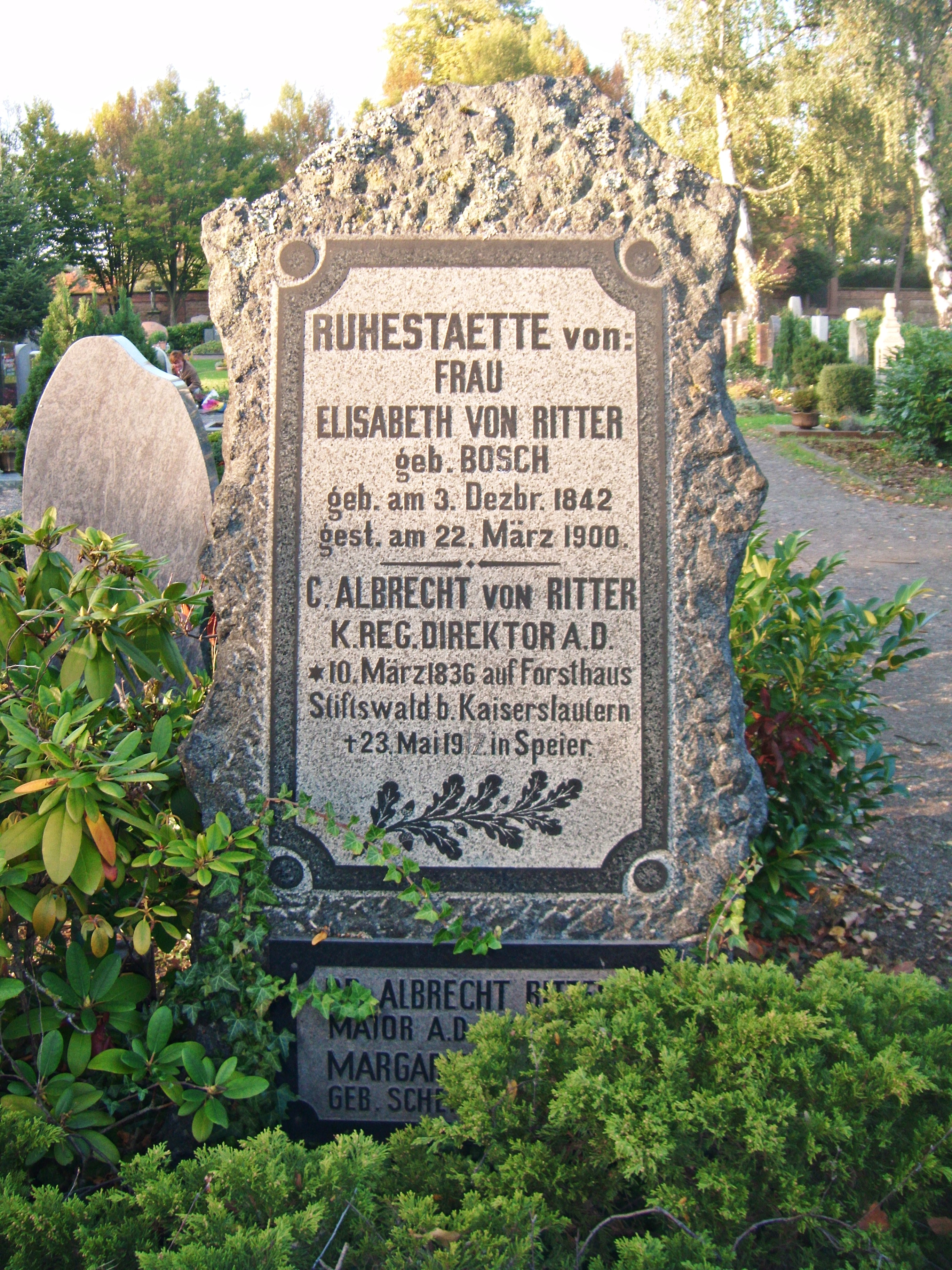
Grab auf dem Friedhof Speyer (2012)

Karl Albrecht Ritter, ab 1909 Ritter von Ritter, (* 10. März 1836 in Kaiserslautern, Forsthaus Stiftswald; † 23. Mai 1917 in Speyer) war ein bayerischer Forstbeamter, Regierungsdirektor und Gründungsvorsitzender des Pfälzerwald-Vereines. Er wurde geadelt und nach ihm sind in der Pfalz die sogenannten „Rittersteine“ benannt. 

## Leben und Wirken
Er wurde im Forsthaus Stiftswald bei Kaiserslautern als Sohn des dortigen Försters Wilhelm Ritter geboren und besuchte die Latein- und Gewerbeschule Kaiserslautern. Am 26. Oktober 1857 trat er in den bayerischen Forstdienst ein. Ritter absolvierte die Forstakademie Aschaffenburg und arbeitete vier Jahre als Forstgehilfe in Frankenstein (Pfalz). Dann kam er als Revierförster nach Birkenhördt, ein Jahr später nach Ludwigswinkel (Forsthaus Reißlerhof). 
1865 versetzte man Karl Albrecht Ritter in die Forstadministration nach Speyer. 1877 wurde er Kreisforstmeister, 1885 Forstrat. 1886 avancierte er zum Oberforstrat und Chef des pfälzischen Forstwesens. Er bekleidete den Rang eines Regierungsdirektors. 1903 wurde Ritter der Gründungsvorsitzende des neuen Pfälzerwald-Vereins. Dieses Amt behielt er bis 1912 bei. Er brachte die Forstwirtschaft auf einen hohen Stand und förderte den Fremdenverkehr bzw. die Wanderbewegung. 
Für seine Verdienste um die Pfalz wurde ihm zu Neujahr 1909 das Ritterkreuz des Verdienstordens der Bayerischen Krone verliehen, das mit dem persönlichen Adelstitel verbunden war.
Unter Ritters Vorsitz begann der Pfälzerwald Verein 1908 Inschriftsteine aufzustellen, um bemerkenswerte Örtlichkeiten zu kennzeichnen. Diese Steine werden bis heute im Pfälzerwald platziert und im Gedenken in Karl Albrecht von Ritter heißen sie seit 1912 „Rittersteine“. 
Ritter war verheiratet mit Elisabeth geb. Bosch (1842–1900) und befreundet mit dem Heimatkundler und Dichter-Priester Fritz Claus. Er starb 1917 und wurde auf dem Friedhof Speyer beigesetzt, wo sein Grab erhalten ist (2012).
Auch der Luitpoldturm im Pfälzerwald wurde durch Fritz Claus und Karl Albrecht von Ritter initiiert. Den Bauplan entwarf Ludwig Ullmann (1872–1943), Ritters Schwiegersohn und Zwillingsbruder von Heinrich Ullmann (1872–1953).